# Eucalyptus multicaulis
Eucalyptus multicaulis är en myrtenväxtart som beskrevs av William Faris Blakely. Eucalyptus multicaulis ingår i släktet Eucalyptus och familjen myrtenväxter. Inga underarter finns listade i Catalogue of Life.

## Bildgalleri

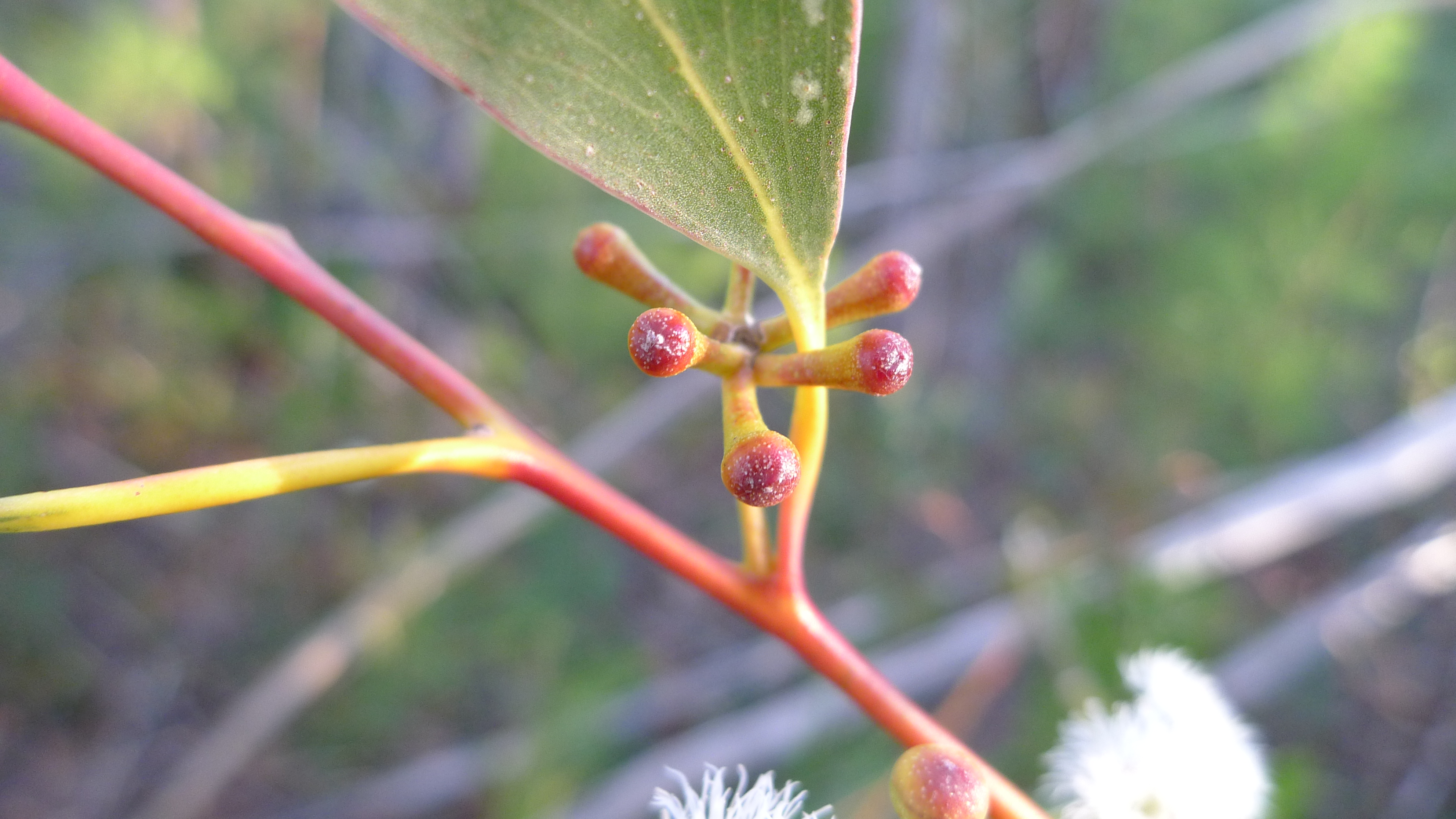
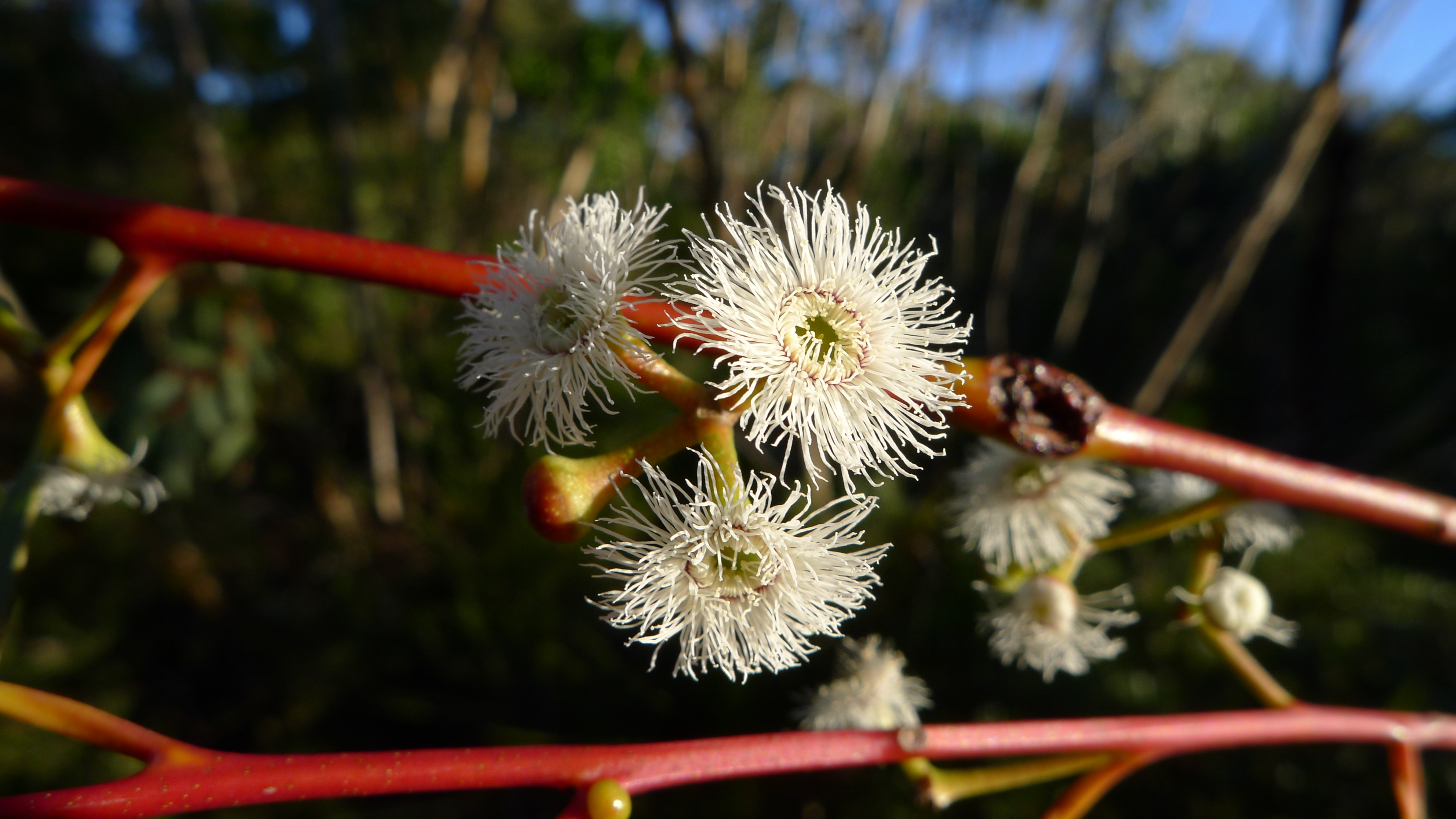
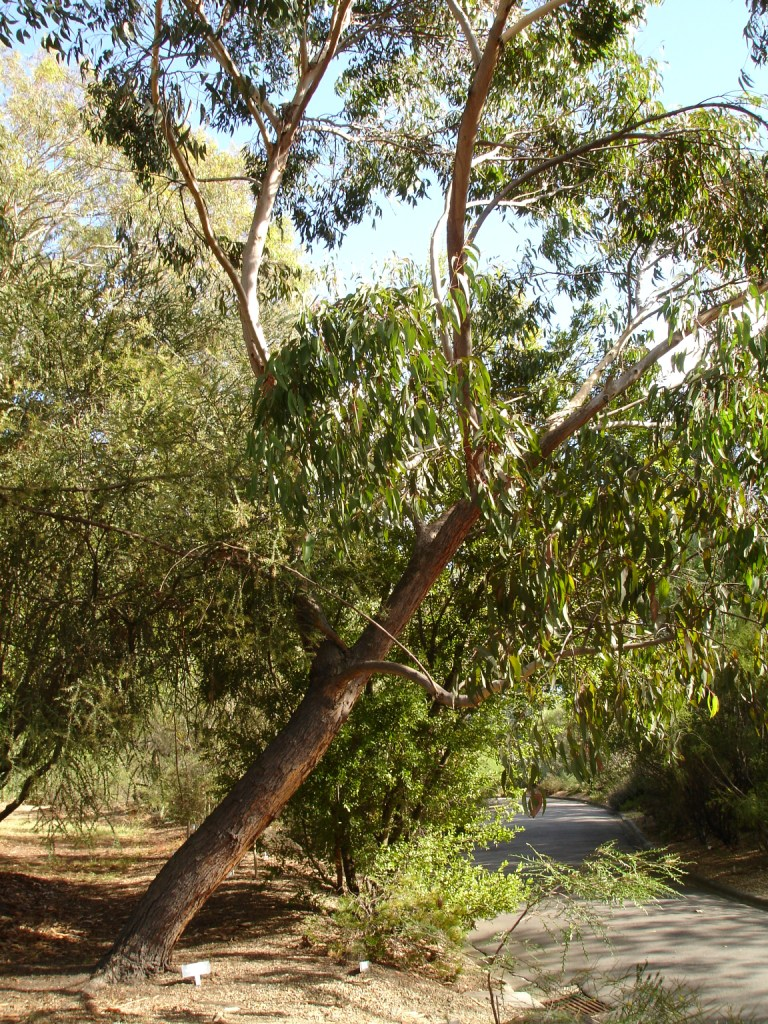